# Шоте Галіца
Шоте Галіца (алб. Shote Galica), до шлюбу Черіме Халіл Радішева (алб. Qerime Halil Radisheva; 1895, Радішеве, Дреніца — 1927, Фуше-Круя) — албанська націоналістка з руху повстанців—качаків, метою яких було об'єднання всіх албанських територій і підтримка демократичного національного уряду в Албанії. Оголошена Народною героїнею Албанії. Боролася під чоловічим ім'ям Черім.
Вела 12-річну збройну боротьбу. Вона брала участь у 1919 році у повстанні у західній частині Косова і з 1921 по 1923 р. у боротьбі з сербськими солдатами у Юніку. Після смерті чоловіка у 1925 році очолила партизанську армію. 
Мала шістьох братів, одружилася з Аземом Галіцею у 1915 році. Втратила 22 членів сім'ї за період боротьби.
У липні 1927 вийшла з партизанської війни і померла через кілька місяців у північній Албанії.
Відома її цитата:
|  | Життя без знання, як війна без зброї |